# Hyptis angulosa
Hyptis angulosa là một loài thực vật có hoa trong họ Hoa môi. Loài này được George Bentham mô tả khoa học đầu tiên năm 1833.